# Scottish Aviation Bulldog
Pour les articles homonymes, voir Bulldog.

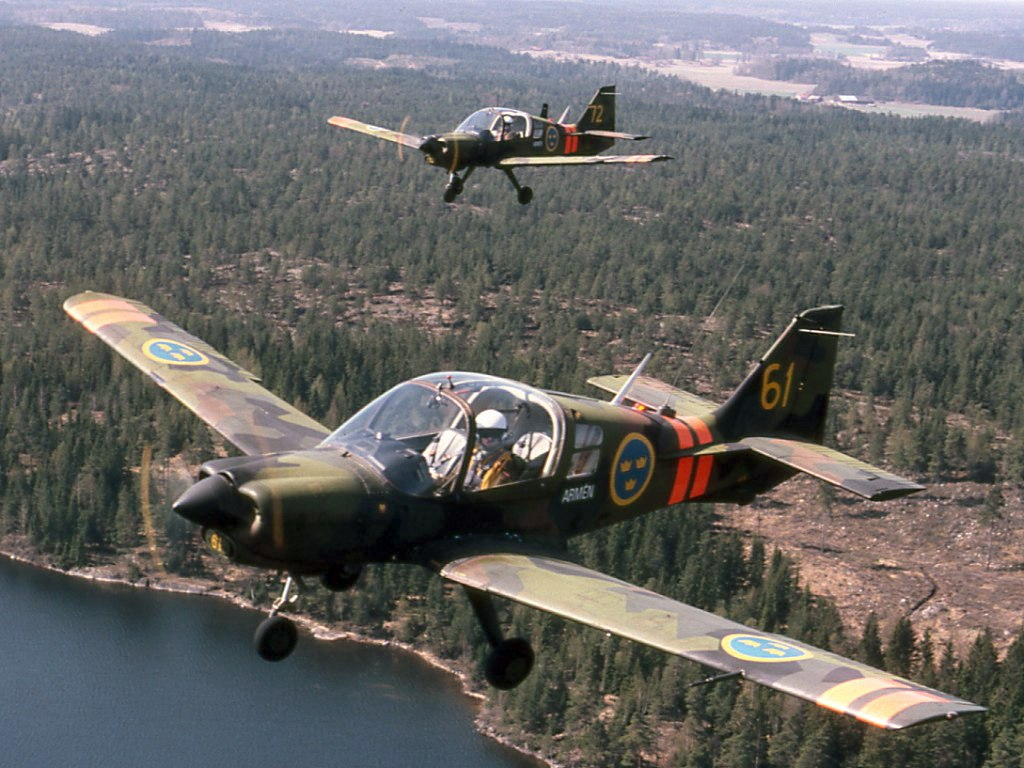
Scottish Aviation Bulldog de l'armée de terre suédoise.

Le Bulldog a été dessiné par Beagle Aircraft Limited et produit par Scottish Aviation. Il s'agit d'un avion d'entraînement militaire de début dérivé du Beagle Pup. Destiné initialement au marché militaire, il est aujourd'hui très prisé par les aéro-clubs et les écoles de pilotage civiles.

## Origine et développement
Développé comme un biplace côte à côte d’entrainement militaire de début à partir du B.121 Pup, le Beagle B.125 Bulldog se différenciait par une verrière éjectable coulissant vers l’arrière et un moteur de 200 ch qui permettait de passer toute la voltige. La structure était bien sûr renforcée, la voilure agrandie ainsi que les réservoirs, les roues de diamètre plus important. Derrière le pilote et l’instructeur un second élève ou un observateur pouvaient prendre place. Cet avion avait la particularité de disposer de 4 points sous voilure, permettant d’emporter des containers avec mitrailleuses de 7,62 mm, des missiles air-sol, des lance-grenades, des bombes de 50 kg... Aucun Bulldog ne fut livré avec un système de tir et il semble que la Suède ait été le seul pays à avoir testé l'emport de charges sous voilure.
Le prototype du B.125 (immatriculé G-AEXH, c/n 001) effectua son premier vol à Shoreham le 19 mai 1969. Quelques semaines après le premier vol, la Force aérienne suédoise passait commande de 58 exemplaires à livrer à partir d’août 1970. Mais Beagle déposait le bilan le 27 février 1970. Scottish Aviation racheta donc les droits; et la production fut transférée à Prestwick, ou fut achevé le second prototype [G-AXIG, c/n 002], qui prit l’air le 14 février 1971. Le premier prototype est aujourd’hui conservé par le National Museum of Flight à East Fortune, le second fut reconditionné et vendu à un particulier comme Bulldog 104. 328 sont construits jusqu'en 1982.

## Versions
- Bulldog 1 : Les deux prototypes décrits ci-dessus.
- Bulldog 100 : Le premier appareil de série fit son premier vol le 22 juin 1971 et les 98 premiers exemplaires livrés à la Suède. 15 appareils supplémentaires furent vendus à la Malaisie et 5 livrés au Kenya.
- Bulldog 120: Autorisé à un poids supérieur et disposant d’une avionique plus moderne et plus complète, ce modèle fut retenu par la RAF pour succéder à ses de Havilland Canada DHC-1 Chipmunk. Un total de 227 exemplaires furent construits, soit 225 livrés aux forces aériennes du Royaume-Uni, du Ghana, du Nigeria, de Jordanie, du Liban, du Kenya, de Hong Kong et du Botswana, et deux exemplaires civils : un démonstrateur (Bulldog 124 immatriculé G-ASAL) utilisé par Scottish Aviation et un Bulldog 129 livré à un client au Venezuela (YV-375-CP).
- Bullfinch : Quadriplace de tourisme dérivé par Scottish Aviation à partir du Bulldog 120. Cet appareil se distinguait par un fuselage allongé de 50,8 cm, une envergure accrue de 24,6 cm, une cabine élargie et la présence d'un train escamotable. Équipé d'une double commande, le prototype [G-BDOG c/n BH200-381] effectua son premier vol le 20 août 1976 piloté par John Blair. Quelques jours plus tard une première commande est enregistrée puis on n'entendit plus parler de cet appareil. En 1977 Scottish Aviation fut absorbée par British Aerospace et le Bullfinch fut abandonné, tout comme sa version militaire Bulldog 200.

## Utilisateurs
- Botswana : 6 Bulldog 130.
- Ghana : 6 Bulldog 122 et 7 Bulldog 122A pour l’Air Force.
- Royaume-Uni : 130 Bulldog T.1 pour la RAF (Serials XX513/562, 611/640, 653/672, 685/714). Ces appareils furent utilisés principalement par les University Air Squadrons, le No 2 FTS, la Central Flying School et l’EFTS de la Royal Navy. 5 exemplaires furent cédés à Malte. Employés comme avions d’entrainement élémentaire, ces appareils ont été retirés en 2001 et revendus sur le marché civil à très bas prix.
- Hong Kong : 2 Bulldog 128 livrés à la Royal Hong Kong Auxiliary Air Force.
- Jordanie : 13 Bulldog 125 furent livrés à la Royal Jordanian Academy of Aeronautics. Ils furent par la suite transférés à la Royal Jordanian Air Force, qui a également acheté 9 Bulldog 125A.
- Kenya : 5 Bulldog 103 et 9 Bulldog 127 pour l’armée de l’air.
- Liban : 6 Bulldog 126 pour l’armée de l’air.
- Malaisie : 15 Bulldog 102 pour l’armée de l’air.
- Malte : 5 Bulldog T.1 provenant des surplus de la RAF.
- Nigeria : 37 Bulldog 123 pour l’Air Force.
- Suède : 78 Bulldog 101 livrés, soit 58 Sk 61A/B pour l’armée de l’air et 20 Fpl 61 pour l’armée de terre. Achetés en 1972 pour remplacer ses Fpl 51, ces derniers furent affectés à l’école d’aviation d’artillerie de Nyköping, devenue ensuite Bataillon d’Aviation d’Armée 2. Ils ont été remplacés par des hélicoptères Schweizer 300C en 1989 et cédés à l’armée de l’air, devenant Sk 61C. Les derniers Sk 61 ont été retirés du service en 2001, 26 étant revendus en 2004 à une entreprise hongroise, AVIA-Rent.

## Le Bulldog au musée
La plupart des Bulldog sont passés sur le marché civil, principalement au Royaume-Uni, aux États-Unis et en Hongrie, mais une douzaine ont aussi été immatriculés sur le registre français. Outre ces appareils, qui conservent le plus souvent leur livrée militaire d'origine, les appareils suivants ont définitivement gagné les musées britanniques:
- Bulldog 1 G-AXEH : Museum of Flight, East Fortune.
- Bulldog T.1 XX543 : Aircraft Restoration Company, Duxford.
- Bulldog T.1 XX634 : Newark Air Museum (en), Winthorpe.
- Bulldog T.1 XX654 : Royal Air Force Museum, Cosford (en).

### Aéronefs comparables
- Aermacchi SF.260
- Cessna T-41
- PAC CT/4 (Pacific Aerospace Limited)
- Saab 91 Safir
- Utva 75
- Valmet L-70 Vinka
- Grumman American AA-1